# 史蒂夫·埃利斯
史蒂夫·埃利斯（英語：Steve Ellis，1968年2月29日—），英国男子赛艇运动员。他曾代表英国参加美国印第安纳波利斯举行的1994年世界赛艇锦标赛，获得男子轻量级八人单桨有舵手金牌。